# Château de Hiji
Le château de Hiji, également connu sous les noms de château de Yokoku, château d'Aoyagi et château d'Ukitsu, se trouve à Hiji, préfecture d'Oita au Japon. La construction du château commença en 1601, sous les ordres de Kinoshita Nobutoshi quand il fut transféré d'Himeji à Hiji. Les plans du château furent conçus par Hosokawa Tadaoki, le beau-frère de Nobutoshi. Le château tenait un emplacement stratégique car il surplombait la baie de Beppu. Tout ce qu'il reste du château aujourd'hui (les murs en pierres et le sumi yagura) est situé dans un parc.